# Resolució 1029 del Consell de Seguretat de les Nacions Unides
La Resolució 1029 del Consell de Seguretat de les Nacions Unides fou adoptada per unanimitat el 12 de desembre de 1995. Després de reafirmar les resolucions sobre la situació a Ruanda, en particular les resolucions 872 (1993) 912 (1994), 918 (1994), 925 (1994), 955 (1994), 965, 978 (1995) i 
997 (1995) el Consell va prorrogar el mandat de la Missió d'Assistència de les Nacions Unides a Ruanda (UNAMIR) per a un temps final, acabat el 8 de març de 1996, i va ajustar el seu mandat.
Es va observar que encara hi havia elements de l'antic règim fent preparatius militars i incursions a Ruanda i els països veïns prenent mesures per evitar això, i en aquest context dona la benvinguda a l'aprovacoó de la Resolució 1013 (1995). Ruanda havia de proporcionar un clima de confiança i seguretat per al retorn segur de refugiats. El Govern de Ruanda va ser elogiat pels seus esforços per promoure la pau, la seguretat, la reconstrucció i la rehabilitació al país.
Després d'estendre el mandat de la UNAMIR per un temps definitiu fins al 8 de març de 1996, les condicions actuals justificarien un ajust en el seu mandat, de la següent manera:
(a) ajudar a contribuir al retorn segur dels refugiats;
(b) ajudar el govern de Ruanda a promoure un clima de confiança i seguretat per al retorn dels refugiats;
(c) ajudar a l'Alt Comissionat de les Nacions Unides per als Refugiats i proporcionar suport logístic;
(d) contribuir a la seguretat del Tribunal Penal Internacional per a Ruanda.
Es va demanar al Secretari General Boutros Boutros-Ghali:
(a) reduir el nivell de força de la UNAMIR a 1.200 efectius;
(b) reduir el nombre d'observadors militars, caserna i altres personal de suport a 200;
(c) iniciar la planificació per a la retirada completa de la UNAMIR;
(d) retirar el component de Policia Civil de la UNAMIR;
(e) examinar la viabilitat de la transferència de l'equip no letal de la UNAMIR per al seu ús a Ruanda.
Es va acollir i instar ajuda humanitària a Ruanda, i es va demanar al Secretari General que informés al Consell l'1 de febrer de 1996 sobre la retirada de la UNAMIR. La resolució va ser aprovada enmig de anomenats de Ruanda que es donés per acabada la missió, i que no s'havia fet "res per prevenir les matances i ells [UNAMIR] ni tan sols ajudar les persones en perill".